# Hüppelröttchen

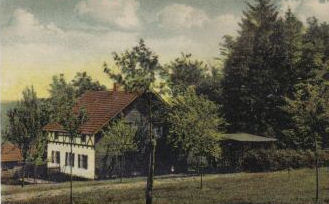
Das ehemalige Forsthaus Hüppelröttchen

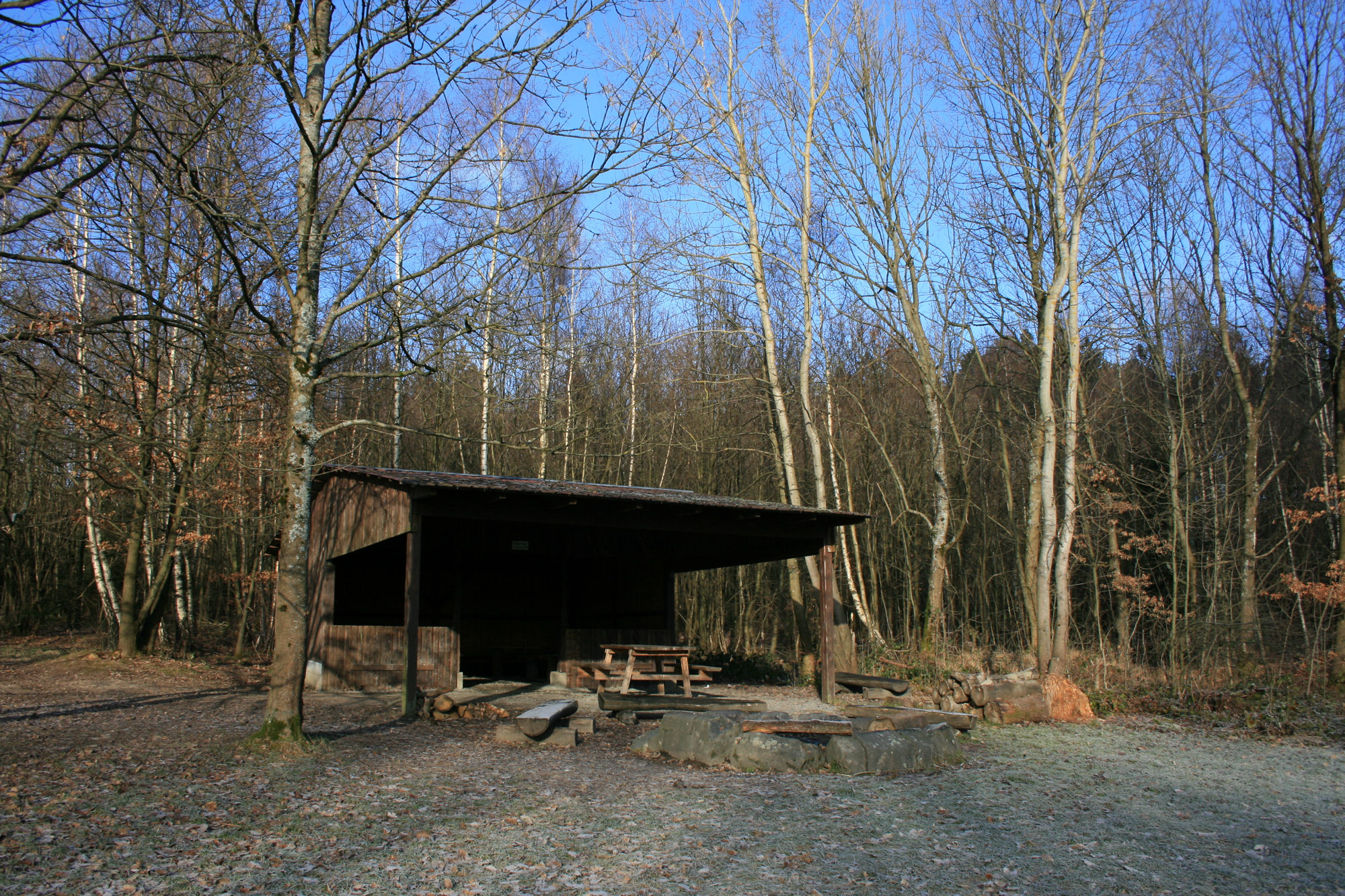
Die große Schutzhütte wird auch als Grillhütte genutzt

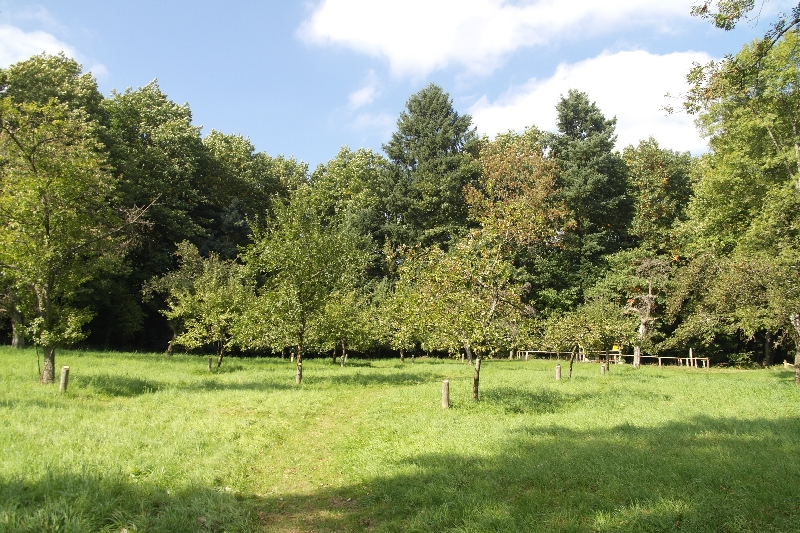
Die Streuobstwiese am Hüppelröttchen

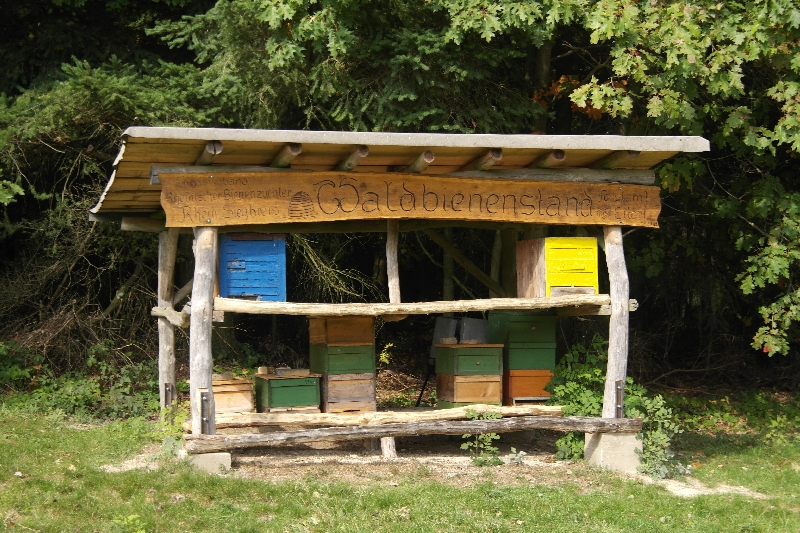
Der restaurierte Waldbienenstand auf der Streuobstwiese am Hüppelröttchen

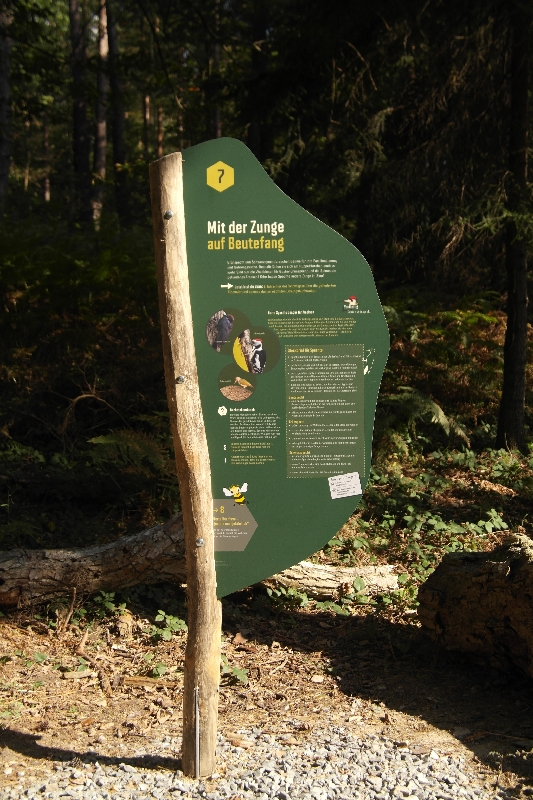
Eine der neuen Infotafeln des Bienenlehrpfades

Hüppelröttchen ist das bekannteste Naherholungsgebiet der Gemeinde Eitorf. Der Name stammt direkt von dem Forsthaus Hüppelröttchen, welches von 1835 bis 1972 in dem Waldgebiet stand. Hüppelröttchen war darüber hinaus ein Ortsteil Eitorfs. 

## Einwohner
Für 1885 waren hier zwei Wohnhäuser und 13 Einwohner verzeichnet. 1910 war hier der Förster Karl Emig verzeichnet und sogar unter Telefon 45 erreichbar, zudem der Waldvorarbeiter Franz Wilhelm Lichtenthäler. 1925 war Karl Emig als Hegemeister verzeichnet und dazu ein Fabrikarbeiter Heinrich Hasselbach.

## Waldgebiet
Das Gebiet des Hüppelröttchens ist, obwohl südlich der Sieg gelegen, noch Teil des Naturparks Bergisches Land und der östliche Beginn der Leuscheid.
Der Wandererparkplatz Melchiorweg ist über die Kreisstraße zwischen Käsberg und Obenroth erreichbar. Von hier aus gelangt man auf den Melchiorweg und über einen Bienen- und Waldlehrpfad zum Hüppelröttchen.
Der Melchiorweg wurde nach den Förstern Melchior benannt, die in zwei Generationen das in der Zeit der Frühindustrialisierung abgeholzte Waldgebiet wieder aufforsteten. Am Stand des ehemaligen Forsthauses wurden zwei Schutzhütten errichtet. Nebenan wurde ein ausgeschilderter Kräutergarten angelegt. Zudem gibt es eine große Streuobstwiese mit verschiedenen Obstsorten und einen zum Bienen- und Waldlehrpfad gehörenden Waldbienenstand mit mehreren Honigbienenvölkern. In südöstlicher Richtung hat man einen guten Ausblick auf das obere Wohmbachtal.

## Bienen- und Waldlehrpfad

### Geschichte
Der Baumlehrpfad entstand 1975 im Gebiet des Hüppelröttchens. Grüne Tafeln informierten über die Eigenschaften der verschiedenen Baumarten, kleine gelbe Schilder benannten weitere Arten. Auch Naturschutz, Jagd und Tiere waren Themen des Lehrpfades. Im Jahr 1985 wurde die Anlegung eines Lehrpfades zum Thema Waldimkerei und Waldhygiene beschlossen, der schon im September des gleichen Jahres eröffnet werden konnte. Er entstand in Zusammenarbeit des damaligen Forstamtes Eitorf mit dem Imkereiverband Rheinland e. V. und dem NABU. Durch gelbe Infotafeln hob er sich vom Baumlehrpfad ab. Als deutschlandweit erster seiner Art informierte nun ein Bienen- und Baumlehrpfad die Besucher über den Wald und wies auf die Honigbiene und ihre Bedeutung in der Natur hin.

### Der neue Lehrpfad
Im Jahr 2013 wurde der Bienenlehrpfad von Grund auf erneuert, da die vorhandene Struktur nach fast 30 Jahren sanierungsbedürftig war. Die alten Infotafeln wurden durch neue ersetzt, interaktive Elemente machen den Lehrpfad noch interessanter für Kinder. So kann jetzt auf dem 1,5 km langen Weg zwischen dem Wanderparkplatz Melchiorweg und dem Hüppelröttchen ein Rätsel gelöst werden. Auch der Waldbienenstand und weitere Elemente wurden restauriert. Der neue Lehrpfad entstand in einer Zusammenarbeit des Regionalforstamtes Rhein-Sieg-Erft, des Bienenzuchtvereins Eitorf und des Projektbüros der Naturregion Sieg. Die Eröffnung des neuen Bienenlehrpfades fand am 15. September 2013 statt.
Auch der Baumlehrpfad wird in der Zusammenarbeit des Regionalforstamtes und des Projektbüros der Naturregion Sieg erneuert. Der neue Waldlehrpfad soll ab Frühjahr 2014 wie der alte Lehrpfad die Besucher über die vorkommenden Baumarten, Naturschutz, Jagd und die Tiere des Waldes informieren, doch nun über interaktive Infotafeln. Der 3,5 km lange Rundweg wird zwischen Parkplatz und Hüppelröttchen sowie unterhalb des Hohen Schadens vorbeiführen, teilweise auf dem gleichen Weg wie der Bienenlehrpfad.
Der Bienen- und Waldlehrpfad ist Teil des Natursteigs Sieg und ist über den Försterweg mit diesem verbunden.